# 根本敬
根本 敬（ねもと たかし／けい、1958年6月28日 - ）は、日本の漫画家、エッセイスト、映像作家、コレクター、人物研究家、歌謡曲研究家、幻の名盤解放同盟員、蛭子劇画プロダクション・チーフアシスタント。
東京都出身。東洋大学文学部中国哲学文学科中退。「ガロ系」と呼ばれる、日本のオルタナティブ・コミックの作家のなかでも最も過激な作風の漫画家である。
「特殊漫画家」「特殊漫画大統領」を自称する。漫画雑誌『ガロ』を牽引していた一人であり、因果者・電波人間探訪の権威にして名実ともにサブカル界の大御所に位置する。
「因果者」「イイ顔」「電波系」「ゴミ屋敷」「特殊漫画」などといったキーワードを作り出し、悪趣味系サブカルチャーへ与えた影響は大きい。主著に『生きる』『因果鉄道の旅』『怪人無礼講ララバイ』『豚小屋発犬小屋行き』等多数。
名前は正しくは「たかし」だが「けい」と読まれることもあり、本人も許容している。

## 概要
1958年東京都目黒区生まれ。東洋大学文学部中国哲学科を6年かけて中退する。『月刊漫画ガロ』1981年9月号掲載「青春むせび泣き」で漫画家デビュー。以来「特殊漫画」の道を突き進み、漫画界の極北に位置する。漫画界のみならず、音楽界やアート業界にも熱烈な支持者やフォロワーを持つオルタナティブ界の最重要人物でもある。
またエッセイストとしても活躍し、因果者遍歴を記した『因果鉄道の旅』（KKベストセラーズ）を1993年に刊行、漫画以外に新たな読者を開拓する。漫画に限らず文筆や映像、デザイン、講演、装幀、出版プロデュースなど多岐にわたり活動（依頼された仕事は原則的に断らない）。幻の名盤解放同盟のチーフとしてアクの強すぎる昭和歌謡の発掘活動も行っていた。
『ガロ』1989年2・3月号より1992年4月号にかけてに連載した‟大河精子ロマン三部作”「タケオの世界」「ミクロの精子圏」「未来精子ブラジル」で精子漫画の火蓋を切る。近年は、漫画よりも文章の仕事が多かったが、現在執筆中断中の作品である「未来精子ブラジル」の完成に向け、作業を再開。さらにその準備作業として『生きる2010』を執筆、青林工藝舎より上梓した。
また、近年は絵画の制作も手掛けるようになり、2016年からピカソの『ゲルニカ』と同サイズの巨大絵画を描くプロジェクト「根本敬ゲルニカ計画」をクラウドファンディングで集めた資金により行い、2017年9月に『樹海』として完成。制作の経緯はニコ・ニコルソンによるルポルタージュ漫画『根本敬ゲルニカ計画』（美術出版社）として刊行された。

## 人物
東京都目黒区鷹番で小学校生活を送る。小児喘息で病弱な少年時代を過ごす。少年期から、アウトサイダー的で下品な人々に惹かれる性格であった。
漫画マニアであったが、なかでも古本屋で購入した水木しげるの『墓場の鬼太郎』に衝撃を受ける。15歳から漫画雑誌『ガロ』を読むようになり、「この雑誌になんらかの形で参加したい。それには漫画家になるしかない」と思いつめる。そんな根本の崇拝も構わず、猥雑な絵柄や陰鬱としたストーリーが持ち味の根本の作風から、当の水木は「ありゃあクソですよ、クソ!」などと受け付けようともしなかった。
大学時代、半自伝的な著書『因果鉄道の旅』にある通り、友人の中で、非常に自分勝手で下品な人物を発見。そのあまりの悪行ぶりに、のちに「幻の名盤解放同盟」を結成する船橋英雄らと、その友人宅に勝手に入り込むなどして、その悪行ぶりを「研究」してミニコミにまとめる。以後、「因果者」「電波人間」などの異常な人物や物件を「取材」することをライフ・ワークとするようになる。
糸井重里と湯村輝彦が共作した漫画「ペンギンごはん」シリーズに刺激され、『ガロ』に漫画を持ち込み一作目で一発入選、この入選作は『月刊漫画ガロ』1981年9月号に「青春むせび泣き」として掲載され、デビューを果たす。
当時のヘタウマブームに乗り『平凡パンチ』や『月刊現代』に連載を持つ。80年代での活動の場は、進研ゼミの学習誌からエロ本まで非常に幅広かった。
他にも、過去に売れなかった歌謡曲の発掘（アクの強い楽曲が多い）を湯浅学（音楽評論家）、船橋英雄と「幻の名盤解放同盟」と称して共同でおこない、P-VINEレーベルから復刻版が多数発売された。一方で、湯村輝彦の影響を受けた、ソウル・ミュージックのコレクターでもある。
1990年代以降は漫画の執筆が減り、嫌悪や憐憫を誘う、敬遠されがちな事柄を根本独自の観点で描くエッセイを執筆している。
1990年代前半に「電波系」という用語を案出し、奇妙な行動をとる人々のレポートを雑誌などに執筆、実際に「電波」を受信するという鬼畜系ライターの村崎百郎と対談を行い、『電波系』（太田出版）の共同執筆も行なった。
韓国や北朝鮮の文化にも造詣が深く、韓国では「下世話な音楽」と敬遠されているポンチャックを日本に紹介し、一時的なブームを呼んだ。
結婚後、パリ人肉事件の佐川一政の近所に引越し、友人として交流している。また、3子（下の2人は双子）の父でもある。
近年は、渋谷の「UPLINK・FACTORY」にて「根本敬の映像夜間中学」という、みずから撮影した特殊な映像を上映、解説するイベントを、毎月おこなっていたが、2020年3月で、20年間にわたった活動を終了。

根本は、著書『因果鉄道の旅』の中で「でも、やるんだよ！」という言葉を広めた。これは周囲から無駄な事と思われようとも、無理だと分かっていて挫けそうになろうとも、その対象に人生を掛けて俄然と立ち向かう際の意気込みを込めたフレーズであり、1993年の『週刊SPA!』誌上にて流行語大賞を獲得した。映画評論家の町山智浩はこの言葉に影響を受け、自身の活動時に度々引用することがある。

## 作風
根本の作風は「便所の落書きが増殖したような漫画」と揶揄され、その見た目の異様さで嫌悪感を覚えるものも多く、猥雑すぎる絵柄と因果なストーリー展開で万人を全く寄せ付けない作風である。それゆえファン層も非常に限られているが、その強烈な個性を露出した表現はほかの追随を決して許さないものである。
一方で、ベネッセの進研ゼミの会員向け冊子に半年間掲載された「白馬くん」のように、少年向けの漫画も描いている。「白馬くん」の内容は掲載元が学習誌であるためか、過激な描写は控えられておりシュールなストーリーのみで展開されている。
作中には障害者や擬人化した精子が登場したり、古い死体写真をコラージュした漫画もある。
スター・システムを導入しており、以下の定型キャラが存在する。
村田藤吉
気弱な丸メガネの中年。多くの作品で主人公を演じる。
善良で他者を恨むことがないが、遺伝子レベルで不幸を義務付けられており、ほとんどの作品で悲劇的結末を迎える。
妻の夏江との間には義明とさゆりの二人の子供がおり、おばあちゃんも同居している。全員が藤吉同様の被虐者である。
吉田佐吉
怒ったような顔の大柄な中年。独善的に振る舞い、村田一家を苦しめる。作者曰く「根本漫画の最終捕食者」。
ガロの担当編集者の山ノ井靖（「天然」では方言指導としてクレジット）が福島県出身だったため、流暢な郡山弁をしゃべる。
鈴木定吉
好色な坊主頭の中年。性犯罪を働くことが多いが、村田や吉田と違い、作中での立ち位置が一定しない。
上記二名と共演する際はほとんど脇役であるが、主人公としての登場回数は佐吉を上回る。
タケオ
鈴木が水爆実験中に射精し、突然変異した巨大精子。知能と人格を持つが、精子の身ゆえにさまざまな差別に晒される。
逆さの男
性器に肉体の主導権を乗っ取られた男。陰茎が鼻、睾丸が唇、頭が性器にそれぞれ変化している。
頭が主導権を握っていた頃に比べ善良な性格を持つなど、やや風刺的な側面も持っている。
このうち、村田や吉田はパロディとして花輪和一『刑務所の中』、蛭子能収『村田の首』、山野一『四丁目の夕日』『どぶさらい劇場』などに客演したことがある。

## 漫画単行本
- 『花ひらく家庭天国』青林堂、1983年
- 『Let's go 幸福菩薩』JICC出版局、1985年
- 『固い絆のブルース』青林堂、1985年
- 『学ぶ 村田藤吉学級日誌』河出書房新社、1986年
  - 『学ぶ（テレグラフ版）』テレグラフファクトリー、2003年
- 『生きる 村田藤吉寡黙日記』青林堂、1986年
  - 『生きる2』青林堂、1986年
  - 『生きる（増強版）』青林工藝舎、2001年
  - 『生きる2010』青林工藝舎、2010年
- 『天然・甲篇』青林堂、1988年
- 『天然・乙篇』青林堂、1988年
  - 『天然（完全版）』水声社、1998年
- 『怪人無礼講ララバイ』青林堂、1990年・青林工藝舎（改訂版）、1999年
- 『龜ノ頭のスープ』マガジンハウス、1990年・河出文庫、1996年・青林工藝舎、2005年
- 『豚小屋発犬小屋行き』青林堂、1991年・青林工藝舎、2010年
- 『饅邁（という字によく似た造語）』トムズボックス、1992年
- 『キャバレー妄想スター』ブルース・インターアクションズ、1996年
- 『黒寿司』ブルース・インターアクションズ、1997年
- 『心機一転土工! 父ちゃんのやきいもがきこえる』青林工藝舎、2000年
- 『命名「千摺」と書いてたろうと読む。』青林工藝舎、2004年

## 著書
- 『因果鉄道の旅』KKベストセラーズ、1993年・幻冬舎文庫、2010年
- 『人生解毒波止場』洋泉社、1995年・幻冬舎文庫、2010年
- 『人情山脈の逆襲』（湯浅学との共著）ブルース・インターアクションズ、1996年
- 『電氣菩薩（上巻）』径書房、2002年
- 『夜間中学 トリコじかけの世の中を生き抜くためのニュー・テキスト』情報センター出版局、2004年
- 『真理先生』青林工藝舎、2009年、初の小説集
- 『映像夜間中学講義録 イエスタディ・ネヴァー・ノウズ』K&Bパブリッシャーズ、2009年
- 『特殊まんが 前衛の道』東京キララ社、2009年
- 『果因果因果因』平凡社、2011年、「ウェブ平凡」連載に書き下ろしを加えた小説集
- 『タバントーク』青林工藝舎、2012年

### 共著
- 『ディープ・コリア 観光鯨狩りガイド』（湯浅学、船橋英雄との共著）ナユタ出版会、1987年
- 『お岩』（マディ上原との共著）青林堂、1993年
- 『電波系』（村崎百郎との共著）太田出版、1996年
- 『パリ人肉事件 無法松の一政』（佐川一政との共著）河出書房新社、1998年
- 『時代の体温 - 陰核・混沌の隣人たち』（CDブック、作画：根本・作音：湯浅学）水声社、1999年
- 『バリの空の下、人は流れる』（船橋英雄の初のメイン著書、根本は湯浅学とともにサポート的に参加）水声社、2000年
- 『豪定本 ザ・ディープ・コリア』（湯浅学、船橋英雄との共著）ブルース・インターアクションズ、2002年
- 『亀 コロ』（絵本、文はクレイジーケンバンドの横山剣、根本は挿絵を担当）ブルース・インターアクションズ、2009年
- 『ドントパスミーバイ』（湯浅学との共著）河出書房新社、2011年、FM番組の書籍版、スタジオの模様を収録したDVD付
- 『元祖 ディープ・コリア』（湯浅学、船橋英雄との共著）K&Bパブリッシャーズ、2013年

#### 幻の名盤解放同盟名義
- 『ディープ歌謡 The dark side of Japanese pops』ペヨトル工房、1993年
- 『定本 ディープ・コリア 韓国旅行記』青林堂、1994年
- 『夜、因果者の夜』ペヨトル工房、1997年
- 『幻の名盤百科全書』水声社、2001年
- 『お色気ディープ東京』ブルース・インターアクションズ 、2002年

## 画集
- 『THE END』ERECT magazine、2012年、ドローイング作品集、通常版に加え限定版（A1ポスター付 / 100部 限定）も販売
- 『ブラック アンド ブルー』東京キララ社、2016年、レコジャケ画集

## 書籍監修
- KEIチカーノになった日本人　KEI著　東京キララ社　2007.5
- 死なない限り問題はない　早田英志著　東京キララ社　2008.7
- 伏見直樹のジゴロ聖訓　名和広著　東京キララ社　2012.9

## 映像作品
- 因果境界線 - 青林堂、1992年、ビデオ
- ひさご - 青林堂、1993年、ビデオ
- 川西杏・幻の大本営 - 青林堂、1993年、ビデオ
- さむくないかい - 青林堂 1996年、ビデオ
- 神様の愛い奴 - ロフト・シネマ、1998年、DVD
- さむくないかい・デラックス エディション - HOW DOES IT FEEL? - アップリンク、2010年、DVD

## 音楽
- 愛駅 - 2011年、BLACKSMOKER RECORDS、ミックスCD
- 君がほしい（ちょっと待ってください）～She's so heavy～ - 2015年、BLACKSMOKER RECORDS、ミックスCD
- ムダの中に宝はあるか？（そうよムダよ）～ssshe's so rude～ - 2019年、ミックスCD
- 何かを待たなければいけない ～MUST WAIT FOR SOMETHING～ - 2020年、ミックスCD
- もう幾つ寝るとお正月~去年の12月22日にパーマをかけた - 2020年、ミックスCD

## CM
- 本田技研工業 フラッシュ（スクーター）1984年
  - 初のテレビCM、アニメでもある。キャッチコピーは「おじさんもふり返る街角。」振り向く村田藤吉が描かれている。

## ラジオ
- ドントパスミーバイ（InterFM）2010年10月-2011年1月
  - 番組のタイトルはビートルズの楽曲「ドント・パス・ミー・バイ」から。
- 新ドントパスミーバイ～明日への願い（JFN）2012年4月-2013年3月

## 組織
- 幻の名盤解放同盟 - 根本が属する廃盤レコードのCD化等を企画したりする団体
- 映像夜間中学
- 蛭子劇画プロダクション
- ハッテンバプロダクション

## 関連人物
- 蛭子能収 - 根本は蛭子ウォッチャーの第一人者として知られ、蛭子の本質（無意識過剰と評したこともある[3]）を掴んでいる。また、2008年には、蛭子劇画プロダクションという蛭子との漫画共作ユニットを結成。雑誌の企画でそれぞれの画風･作風を真似て競作するなど、関係は深い（根本いわく蛭子は根本の漫画を「読んでくれてない」そうだが[4]）。
- 山田花子 - 高校時代から根本の漫画に傾倒し、根本が主宰していた「幻の名盤解放同盟」のイベントにもしばしば参加。また、自分で購入できない根本の作品が載っているエロ本は、父親に依頼して購入してもらうほどのめりこんでいた。
- 村崎百郎 - フリーライター。根本によるゴミ漁りのインタビューでメディアに初登場する。1990年代後半に「鬼畜系」を標榜し、電波系にまつわるエッセイやゴミ漁りルポなどを書いたが、そのような表現にひきつけられた読者により2010年に殺害された。根本との共著に『電波系』（太田出版）がある。
- 山野一 - 漫画家。根本とは旧知の仲であり、鬼畜系サブカルチャーにおいて根本と山野は同列に語られることが多い。また山野は『四丁目の夕日』や『どぶさらい劇場』に村田藤吉を客演させている。
- 佐川一政 - パリ人肉事件の犯人で小説家。根本が東京圏西部の新興住宅地のマンションに引越したところ、すぐ近所に佐川が住んでおり、以来親交を結んだ。
- 長井勝一 - 青林堂創業者にして『ガロ』初代編集長。根本の漫画を投稿一作目で採用した。
- 町山智浩-幻冬舎文庫から出版された人生解毒波止場の文庫本にて解説を担当した。
- 勝新太郎
- 奥崎謙三
- 内田裕也
- 横山剣 - クレイジーケンバンドのアルバム名などに現れる「電波」「因果」は、根本からの影響。また根本は、「クレイジーケンバンドは幻の名盤解放同盟とピチカートファイブとをリンクさせる、奇跡的なバンドだ」と発言している。
- 直崎人士 - 湯浅学のバンドメンバーであるが、根本の影響が大きい悪趣味系の著書『痴呆系』（データハウス）を執筆している。
- 石野卓球 - のちに音楽雑誌『WHAT's IN?』にて対談することになる。
- 藤本卓也
- 早田英志
- 坂上弘
- 李博士
- 戸川昌士 - 古本・中古レコード屋「ちんき堂」店主。
- 川西杏 - 昭和15年東京都江戸川区で在日朝鮮人二世として生まれる。幻の名盤解放同盟の支援のもと、日本一過激なシンガー・ソングライターとして、「ブタ小屋発イヌ小屋行き」「処女幕再生大手術」「マンコチンコ教」「太陽の季節からやってきたエイズ人間」「SKB（スケベ）48総選挙違反」など過激な電波ソングを発表している。その傍ら差別問題や祖国統一をテーマとした特殊な楽曲も発表している。
- 高木順 - 中学時代の同級生で1981年から1983年にかけて根本漫画の原作を担当する。その後、広告業界の道に進み博報堂のCMクリエイターを経て、TVCMの絵コンテライターとして活躍する。
- 湯浅学 - 幻の名盤解放同盟のメンバー。
- 船橋英雄 - 幻の名盤解放同盟のメンバー。
- マディ上原 - アナーキーな4コマ漫画家。根本と「お岩」という漫画家ユニットを組んで、合作漫画を描いた。
- 其風画白 -大阪西成の路上生活画家。1993年に銀座の画廊で其風の展覧会を企画・制作した。
- 山ノ井靖 - 『ガロ』初代担当編集者。『天然』では方言指導も担当。
- 白取千夏雄 - 『ガロ』2代目担当編集者。